# Chester (Vermont)
Chester és una població dels Estats Units a l'estat de Vermont. Segons el cens del 2000 tenia 3.044 habitants.

## Demografia
Segons el cens del 2000, Chester tenia 3.044 habitants, 1.296 habitatges, i 861 famílies. La densitat de població era de 21 habitants per km².
Dels 1.296 habitatges en un 29,5% hi vivien nens de menys de 18 anys, en un 53% hi vivien parelles casades, en un 9,6% dones solteres, i en un 33,5% no eren unitats familiars. En el 28,2% dels habitatges hi vivien persones soles el 12,2% de les quals corresponia a persones de 65 anys o més que vivien soles. El nombre mitjà de persones vivint en cada habitatge era de 2,35 i el nombre mitjà de persones que vivien en cada família era de 2,86.
Per edats la població es repartia de la següent manera: un 24% tenia menys de 18 anys, un 5,8% entre 18 i 24, un 26,7% entre 25 i 44, un 27,3% de 45 a 60 i un 16,1% 65 anys o més.
L'edat mediana era de 42 anys. Per cada 100 dones de 18 o més anys hi havia 91,3 homes.
La renda mediana per habitatge era de 39.417 $ i la renda mediana per família de 47.083 $. Els homes tenien una renda mediana de 32.744 $ mentre que les dones 26.114 $. La renda per capita de la població era de 19.661 $. Entorn del 3,8% de les famílies i el 7% de la població estaven per davall del llindar de pobresa.

## Fills il·lustres
- Donald James Cram (1919 - 2001) químic, Premi Nobel de Quimica de l'any 1987.